# Нейенхёйс, Беорн
Беорн Геррит Нейенхёйс (нидерл. Beorn Gerrit Nijenhuis; род. 2 апреля 1984 года, Роки Маунтин Хаус, Канада) — нидерландский конькобежец. 18-кратный призёр в забегах на 1000 и 1500 м разных этапов кубка мира по конькобежному спорту сезона 2003/2004, 2004/2005, 2006/2007 года. Участник зимних Олимпийских игр 2006 года.

## Биография
Беорн Нейенхёйс родился в городе Роки Маунтин Хаус, Канада. Его семья переехала в Нидерланды, когда ему было 13 лет. В Канаде Беорн специализировался на шорт-треке, в Нидерландах дополнительно начал заниматься конькобежным спортом. После переезда тренироваться сперва на базе клуба «Hardrijdersclub Heerenveen (HCH)», а после — «TVM Schaatsploeg». Нейенхёйс специализировался на дистанциях 500, 1000 и 1500 м. Получил высшее образование по специальности — нейробиология. В Утрехтском университете Нейенхёйс получил сперва степень бакалавра в области нейробиологии, а после и степень магистра. Дополнительно к этому он получил степень бакалавра психологии. На данный момент работает в консерватории города Амстердам, где читает лекции. В свободное время пишет книги для детей, последняя из которых была издана в феврале 2018 года «De jongen die met de dieren schaatste».

### Спортивная карьера
Первым соревнованием международного уровня, на котором Нейенхёйс выиграл свои первые медали стал — кубок мира по конькобежному спорту сезона 2003/2004 года. 7 декабря 2003 года во время IV-го этапа, что проходил в канадском городе Калгари он выиграл серебряную медаль в мужском забеге на 1000 м. С результатом 1:08.40 он занял второе место, опередив соперника из Канады (Майк Айрленд, 1:08.56 — 3-е место), уступив первенство другому голландскому спортсмену (Эрбен Веннемарс, 1:07.78 — 1-е место). Следующая медаль была получена 12 декабря 2003 года во время V-го этапа, что проходил в американском городе — Солт-Лейк-Сити. В мужском забеге на 1000 м с результатом 1:08.37 он занял третье место, уступив более высокие позиции двум другим голландцам (Герард ван Велде, 1:08.36 — 2-е место) и (Эрбен Веннемарс, 1:07.63 — 1-е место). Ещё одна серебряная медаль была получена 25 января 2004 года во время VI-го этапа, что проходил в китайском городе — Харбин. В мужском забеге на 1000 м с результатом 1:09.93 он занял второе место, опередив Эрбена Веннемарса (1:09.99 — 3-е место), уступив первенство другому голландцу — Герарду ван Велду (1:09.52 — 1-е место). Следующая медаль в активе Нейенхёйса была добыта 20 февраля 2004 года во время VII-го этапа, что проходил в немецком городе — Инцелль. В мужском забеге на 1000 м с результатом 1:11.01 он занял третье место, уступив более высокие позиции Эрбену Веннемарсу (1:10.87 — 2-е место) и японцу Такахару Накадзима (1:10.77 — 1-е место). Таким образом участие на кубке мира по конькобежному спорту сезона 2003/2004 года принесло Нейенхёйсу две серебряные и две бронзовые медали.
На зимних Олимпийских играх 2006 Нейенхёйс был заявлен для участия в забеге на 500 и 1000 м. В забеге на 500 м он финишировал с результатом 84.55 (48.84+35.71). В общем итоге он занял 35-е место. В забеге на 1000 м он финишировал с результатом 1:09.85. В общем итоге он занял 12-е место.